# Bombus turkestanicus
Bombus turkestanicus är en biart som beskrevs av Aleksandr Skorikov 1910.
Bombus turkestanicus ingår i släktet humlor och familjen långtungebin. Inga underarter finns listade i Catalogue of Life.

## Beskrivning
Arten är övervägande svart, men med gul till beige behåring i ansiktet, på två tvärband på främre respektive bakre delen av mellankroppen, på tergit 1 och 2 (pälsen på tergit 2 är dock uppblandad med en del svarta hår), samt med orange päls på bakkanten på tergit 3 och helt på tergit 4 till 6. Sterniterna 1 till 6 är alla täckta av gul päls. Karaktärerna syns bäst på honorna; hanarna identifieras främst genom könsdelarnas utseende.

## Ekologi
Habitatet utgörs av blomsterrika alpina och subalpina gräsmarker på höjder mellan 950 och 4 350 meters höjd. Födoväxterna utgörs främst av tistelarter.

## Utbredning
Bombus turkestanicus är en centralasiatisk art som förekommer i Alajbergen (Kirgizistan och Tadzjikistan), Tianshan (Kazakstan, Kirgizistan och autonoma regionen Xinjiang i Kina), Pamir (Tadzjikistan, Kirgizistan, Kina och Afghanistan) samt Hindukush (Pakistan och Afghanistan).